# Barajul Mihăileni

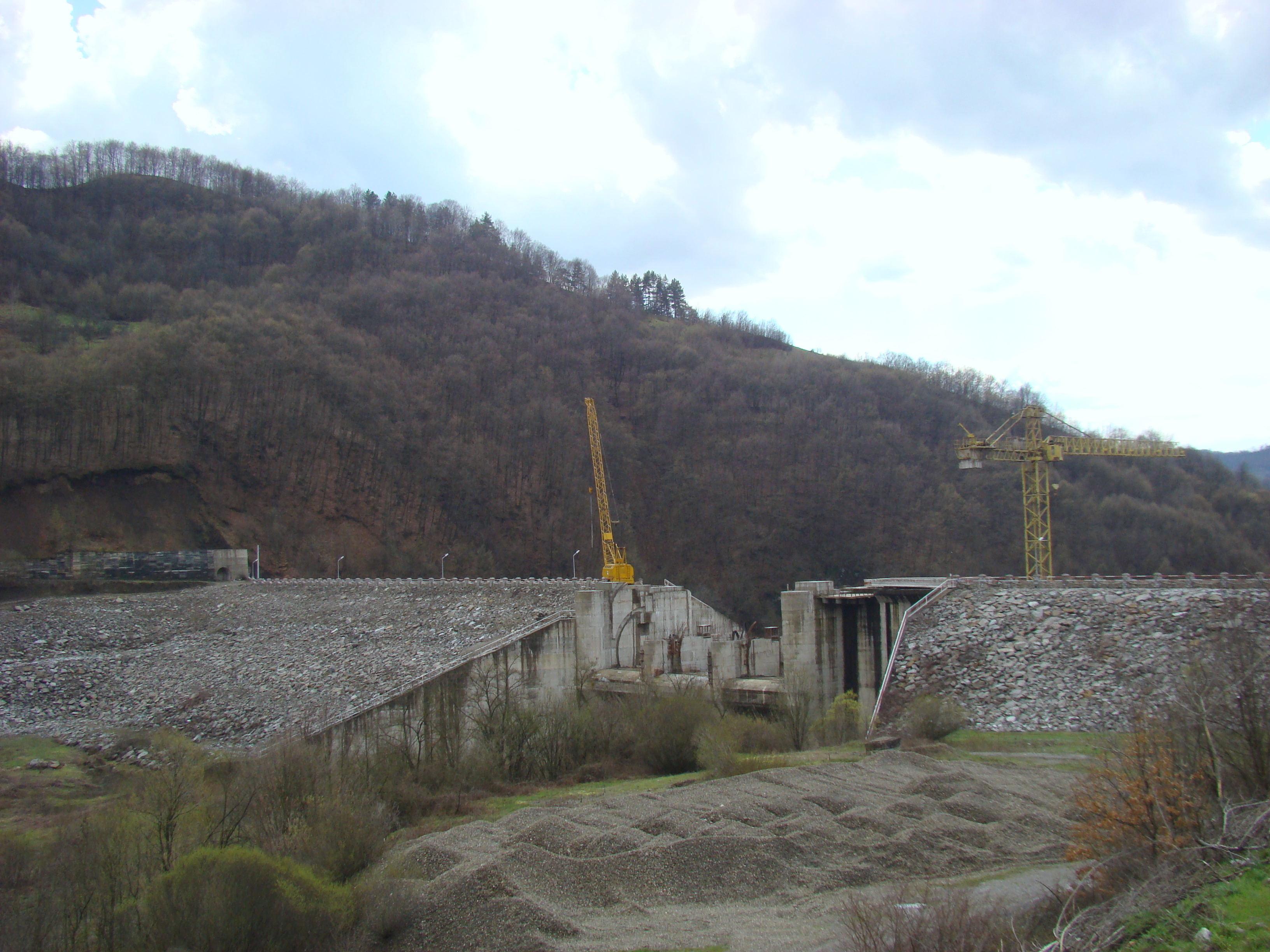
Barajul Mihăileni, comuna Buceș, județul Hunedoara, foto: aprilie 2013.

Barajul Mihăileni este o amenajare hidroenergetică de pe valea Crișului Alb. Lucrările la baraj au început în anul 1987 și s-au terminat în anul 2022.

## Istoric
Decizia construirii barajului de la Mihăileni a fost luată în 1984, când s-a decis exproprierea a 64 de familii ale căror gospodării din sat urmau să fie acoperite de ape. Lucrările efective au început în 1987 și s-au derulat într-un ritm alert, pâna în 1990. După Revoluție, datorită lipsei banilor, lucrările au stagnat multă vreme, perioadă în care au fost alocate fonduri doar pentru operațiunile de conservare. 
Barajul de la Mihăileni ar urma să aibă un triplu rol: regularizarea debitelor Crișului Alb, alimentarea cu apă potabilă a comunei Crișcior și a municipiului Brad, precum și producerea de energie electrică.
„ Lucrările la această acumulare sunt de 25 de ani în derulare. Localități precum Crișcior, Brad, Vața ar fi fost apărate împotriva inundațiilor dacă erau lucrările finalizate. Vom aloca fonduri pentru realizarea lucrărilor de montare a echipamentelor hidromecanice și de finalizare a lucrărilor la baraj, urmând ca până anul viitor să clarificăm și situația strămutărilor. Pentru început, anul acesta alocăm 5,2 milioane de lei, dintre care un milion de lei pentru finalizarea lucrărilor la baraj, și 4,2 milioane de lei pentru realizarea lucrărilor de montare a echipamentelor hidromecanice.”— Lucia Varga ,  Ministrul delegat pentru Păduri, Ape și Piscicultură

## Imagini

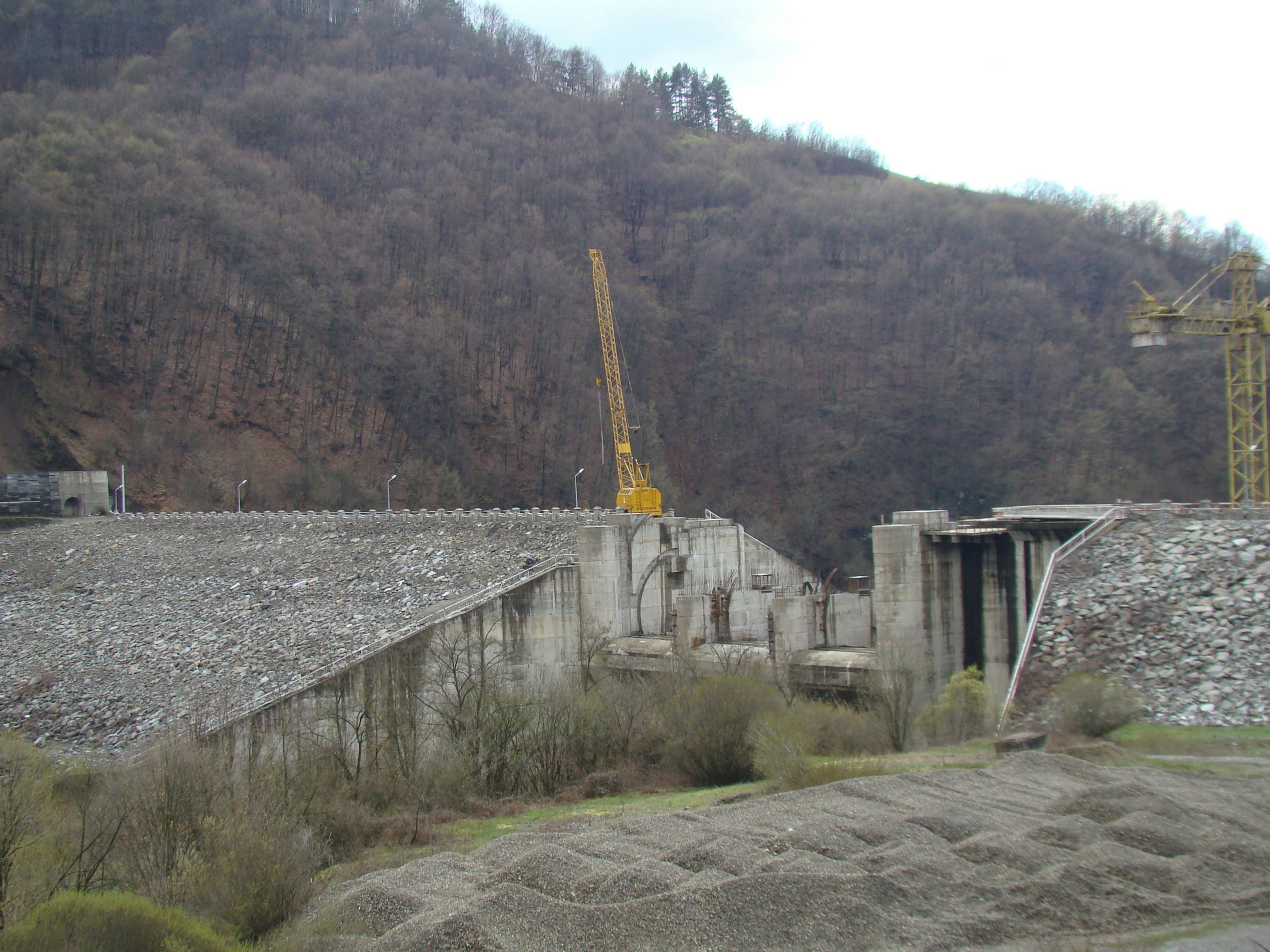
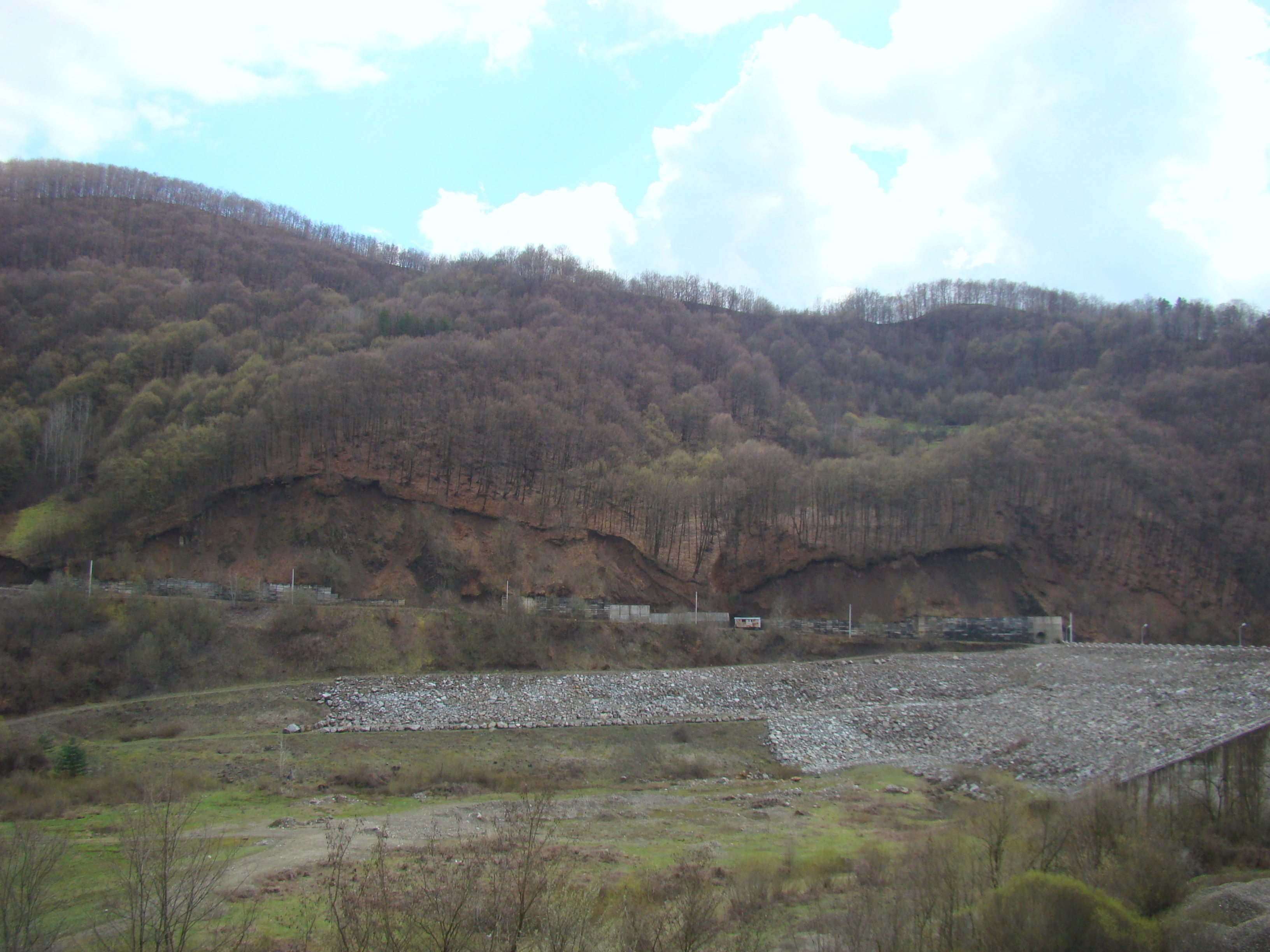